# بشقابی کوچک
بشقابی کوچک (نام علمی: Scutellaria minor) نام یک گونه از سرده بشقابی است.